# Jan Zdeněk Bartoš
Jan Zdeněk Bartoš (Dvůr Králové nad Labem, 4 de juny de 1908 – Praga, 1 de juny de 1981) fou un compositor txec.
Bartoš va començar a tocar el violí com un alumne de Karel Hršel a Hradec Králové. En 1924, després de graduar-se de l'escola de negocis, Bartos va anar a França. Va tocar com a concertino de l'empresa naval Messageries Maritimes a Marsella. De 1929 a 1931, es va inscriure amb aquesta empresa viatjant per Àfrica, Àsia i Madagascar. Després del seu retorn, va estudiar teoria musical Otakar Šín i Jaroslav Křička al Conservatori de Praga. Es va graduar en 1943. A partir de 1956 va treballar al Ministeri d'Educació Txeca i va ensenyar composició i teoria musical al Conservatori de Praga.
Va compondre dues òperes, una opereta, quatre simfonies, música de cambra, cantates, cicles de cançons i música de teatre.